# Amadeus V. Savojský
Amadeus V. Savojský zvaný Velký (1252/1253, Le Bourget-du-Lac – 16. října 1323, Avignon) byl savojský hrabě v letech 1285–1323. Byl druhorozeným synem hraběte Tomáše II. Hrabství se ujal roku 1285 po smrti svého předchůdce strýce Filipa. Slavná je Amadeova bitva o Chambéry.

## Rodina
Roku 1272 se Amadeus oženil se Sybilou z Baugé:
- Eduard Savojský (1284–1329), savojský hrabě, ⚭ 1307 Blanka Burgundská (1288–1348)
- Aymon Savojský (1291–1343), savojský hrabě, ⚭ 1330 Jolanda Palaeologina z Montferratu (1318–1342)
- Markéta Savojská ⚭ 1296 Jan z Montferratu
- Eleonora ⚭ I. 1292 Vilém ze Chalonu, hrabě z Auxerre, II. Dreux z Merlo, III. Jan z Forezu
- Anežka Savojská⚭ 1297 Vilém III. z Ženevy
- Bona Savojská ⚭ Hugo Burgundský

Roku 1297 se druhou manželkou stala Marie Brabantská:
- Marie ⚭ 1309 Hugo z Faucigny
- Kateřina Savojská ⚭ 1315 Leopold I. Habsburský
- Anna Savojská ⚭ 1325 Andronikos III., byzantský císař
- Beatrix Savojská (1310–1331) ⚭ 1328 Jindřich Korutanský